# Statue de Martinus Theunis Steyn
La statue de Martinus Theunis Steyn est située à Bloemfontein . Elle représente le président Martinus Theunis Steyn, président de la république boer de l'état libre d'Orange. Œuvre sculptée par Anton van Wouw, elle a été inaugurée le 28 septembre 1929 devant l'entrée du bâtiment principal de l'université de l'Etat Libre d'Orange.
Symbole afrikaner, elle a été déplacée en juin 2020 de l'université de l'État-Libre pour être érigée, fin août 2020, devant l'entrée du musée de la guerre des Boers de Bloemfontein (Anglo-Boer War Museum). 

## Descriptif
La statue de 2,5 tonnes repose sur un piédestal en granit de 4 m de haut. Elle est située, depuis sa relocalisation en août 2020, devant l'entrée du musée de la guerre des Boers de Bloemfontein et à 200 m de la sépulture du président Steyn et de son épouse Tibbie.

## Sources
- Steyn se Standbeeld tuis, Netwerk24, 3 septembre 2020
- MT Steyn standbeeld kry finale rusplek, Maroela Media, 27 aout 2020
- En Afrique du Sud le débat sur la statue du président Steyn, rappels douloureux des atrocités passées, Afrik.com, 3 juillet 2020